# ファイアーウォーカー
『ファイアーウォーカー』（原題：Firewalker ）は、1986年のアメリカ映画。
チャック・ノリスとルイス・ゴセット・ジュニアによるコメディタッチのバディムービー。日本では劇場未公開、ワーナー・ホーム・ビデオからVHSが発売。

## あらすじ
マックス・ダニガンはインディアンに伝わる“ファイアーウォーク伝説”と呼ばれる宝の地図を手に入れた、古くからの友人レオと新たなパートナーパトリシアと宝探しの旅に出る。
バーでの戦い、邪悪な「コヨーテ」、幾つものどんなに思いがけない障害物でも彼らは容易に乗り越える。そして遂に伝説の謎を解き財宝が眠るというアステク文明の神殿に迫った。

## スタッフ
- 監督：J・リー・トンプソン
- 製作：ノーマン・アラジェム、ジェフリー・M・ローゼンバウム
- 製作総指揮：メナヘム・ゴーラン、ヨーラム・グローブス
- 脚本：ノーマン・アラジェム、ジェフリー・Ｍ・ローゼンバウム、ロバート・ゴスネル
- 撮影：アレックス・フィリップス・Jr
- 音楽：ゲイリー・チャン
- 編集：リチャード・マークス

## キャスト
- マックス・ドニガン - チャック・ノリス
- レオ・ポーター - ルイス・ゴセット・ジュニア
- パトリシア・グッドウィン - メロディ・アンダーソン
- トール・イーグル - ウィル・サンプソン
- エル・コヨーテ - ソニー・ランダム
- コルク・テイラー - ジョン・リス＝デイヴィス
- ボッグズ - イアン・アバークロンビー
- 中国人男性 - リチャード・リー＝サン
- インディアン・ガール - ザイデ・シルヴィア・グティエレス
- ホセ - ロバート・ウォール

## 解説
映画 『地獄のヒーロー』やTVアニメ“Chuck Norris: Karate Kommandos”でアメリカの子供達のアイドルとなっていたチャック・ノリス。
子供向けに、フィギュアやチャック・ノリスのお面や変身セットまで発売されていた
。
しかし『地獄のコマンド』や『デルタ・フォース』で過剰を極めていた過激なバイオレンス描写が、児童の保護者のあいだであまりにも「暴力的」であると問題視されていた。
そこでキャノンは冬休み中の児童を当て込み、チャック・ノリス主演のコメディ映画の製作に着手したのだ。
キャノン版『インディ・ジョーンズ』としてヒットした『キング・ソロモンの秘宝』の
J・リー・トンプソンを監督に、『愛と青春の旅だち』で1982年度アカデミー助演男優賞を受賞したルイス・ゴセット・ジュニアを相棒役に配し製作された。
新境地を目指したノリス初のコメディ演技には、ニューヨーク・タイムズのヴィンセント・キャンビーら批評家からは否定的なレビューが並んだが
、“ターゲットである児童”の保護者からは「これなら安心して子供にも見せられる」と概ね好評を博し、全米初登場4位のヒット作となった。
チャック・ノリス自身も「私はこの映画が好きだった」と振り返っている。